# Трудове (Волноваський район)
Трудове́ — село Волноваської міської громади Волноваського району Донецької області, Україна. Відстань до райцентру становить близько 8 км і проходить автошляхом місцевого значення.

## Населення

### Мова
Розподіл населення за рідною мовою за даними перепису 2001 року:
| Мова       | Кількість | Відсоток |
| ---------- | --------- | -------- |
| українська | 176       | 79.28%   |
| російська  | 43        | 19.37%   |
| білоруська | 1         | 0.45%    |
| румунська  | 1         | 0.45%    |
| грецька    | 1         | 0.45%    |
| Усього     | 222       | 100%     |

За даними перепису 2001 року населення села становило 222 особи, з них 79,28 % зазначили рідною мову українську, 19,37 % — російську, 0,45 % — білоруську, молдовську та грецьку мови.